# Plug Walk
Plug Walk è un singolo del rapper americano Rich the Kid, pubblicato il 9 febbraio 2018 ed estratto dall'album in studio The World is Yours.

## Video musicale
Il video musicale, diretto da DAPS, è stato pubblicato su YouTube il 4 marzo 2018. Nel video Rich the Kid prepara metanfetamine in una roulotte nel mezzo del deserto, citando la serie televisiva Breaking Bad. Il video ha totalizzato più di 270 milioni di visualizzazioni.

## Remix
Il 3 aprile 2018, un remix di Plug Walk è stato pubblicato dal rapper Jadakiss. Un altro remix non ufficiale è stato pubblicato dal rapper 6ix9ine chiamato Blood Walk. Il remix ufficiale di Rich he Kid è stato pubblicato il 20 giugno 2018 con le collaborazioni di Gucci Mane, YG e 2 Chainz. Un altro remix è stato pubblicato dal gruppo italiano Dark Polo Gang.

## Classifiche

### Classifiche settimanali
| Classifica (2018)         | Posizione massima |
| ------------------------- | ----------------- |
| Australia                 | 45                |
| Austria                   | 25                |
| Belgio (Fiandre)          | 69                |
| Canada                    | 13                |
| Germania                  | 27                |
| Irlanda                   | 74                |
| Italia                    | 25                |
| Nuova Zelanda             | 20                |
| Paesi Bassi               | 96                |
| Portogallo                | 67                |
| Regno Unito               | 53                |
| Stati Uniti               | 13                |
| Stati Uniti (R&B/hip-hop) | 8                 |
| Svezia                    | 79                |
| Svizzera                  | 36                |

### Classifiche di fine anno
| Classifica (2018)         | Posizione |
| ------------------------- | --------- |
| Canada                    | 54        |
| Stati Uniti               | 57        |
| Stati Uniti (R&B/Hip-Hop) | 33        |